# Системы предотвращения пожара (техника)
Система активного предотвращения пожара — это совокупность технических средств, используемых для создания условий исключающих возникновение и продолжение пожара.

## Классификация
Технические средства систем предотвращения пожара делят на:
- технические средства, позволяющие исключить условия образования горючей среды;
- технические средства, позволяющие исключить в горючей среде (или внесения в неё) источники зажигания.

Технические средства/технологии могут быть защищены действующими патентами как на территории РФ, так и на территории иных государств.

### Технические средства, позволяющие исключить условия образования горючей среды.
К ним относятся:
- средства изоляции горючей среды от источников зажигания (изолированные отсеки, камеры, кабины, противопожарные задвижки, противопожарные завесы, противопожарные двери);
- средства поддержания безопасной концентрации окислителя в горючей среде в защищаемом объёме (предохранительные клапаны);
- средства понижения концентрации окислителя в горючей среде в защищаемом объёме, состоящая из:
  - компрессорная система (винтовой компрессор, ресивер, осушитель воздуха);
  - система мониторинга кислорода (газоанализатор);
  - система разделения воздуха/газа (воздухоразделительная установка/диффузионная мембранная установка, трубная разводка);
  - система контроля (контроллер);
- средства поддержания температуры и давления среды, при которых распространение пламени исключается;
- устройства защиты производственного оборудования, исключающие выход горючих веществ в защищаемый объём (
сепараторы, улавливатели);
- средства, исключающие образование в защищаемом объёме горючей среды (
флегматизаторы).

### Технические средства, позволяющие исключить в горючей среде (или внесения в неё) источники зажигания
К ним относятся:
- быстродействующие средства защитного отключения возможных источников зажигания (искрогасители);
- устройства молниезащиты зданий, сооружений и оборудования;

## Выбор и проектирование технических системы предотвращения пожара
Выбор технических средств и проектирование на их основе самой системы предотвращения пожара должны осуществляться с учетом нормативных документов в области систем предотвращения пожаров, а также прочих устанавливающих документов, имеющих отношение к объекту, для которого выбор и проектирование ведутся (ГОСТ, СНиП, и пр.). Для Российской Федерации в области пожарной безопасности это, первую очередь, Технический регламент о требованиях пожарной безопасности. В связи с некоторой недостаточностью нормативных требований в области систем предотвращения пожара, согласно ему, для объектов защиты при отсутствии нормативных требований пожарной безопасности должны быть разработаны специальные технические условия (СТУ), отражающие специфику обеспечения их пожарной безопасности. Если, при необходимости в СТУ, включаются отдельные отступления от требований нормативных документов по пожарной безопасности, то для подтверждения соответствия объекта защиты требования пожарной безопасности в их состав должен входить расчет пожарного риска.

## Монтаж технических средств системы предотвращения пожара
Монтаж технических средств должен выполняться квалифицированным персоналом, имеющим допуски и разрешения для данного вида работ на данных объектах защиты.

## Факты из истории применения
- С 2008 года для защиты одного из самых ценных артефактов Соединенных Штатов Америки — Первого Американского Флага в Национальном музее американской истории в Вашингтоне, входящем в комплекс музеев 
Смитсоновского института.- применяются средства понижения концентрации окислителя в защищаемом объёме. Система активного предотвращения пожара, работающая с гипоксичной атмосферой[2], не только исключает возможность возгорания флага, но и также защищает его от разрушения и износа.

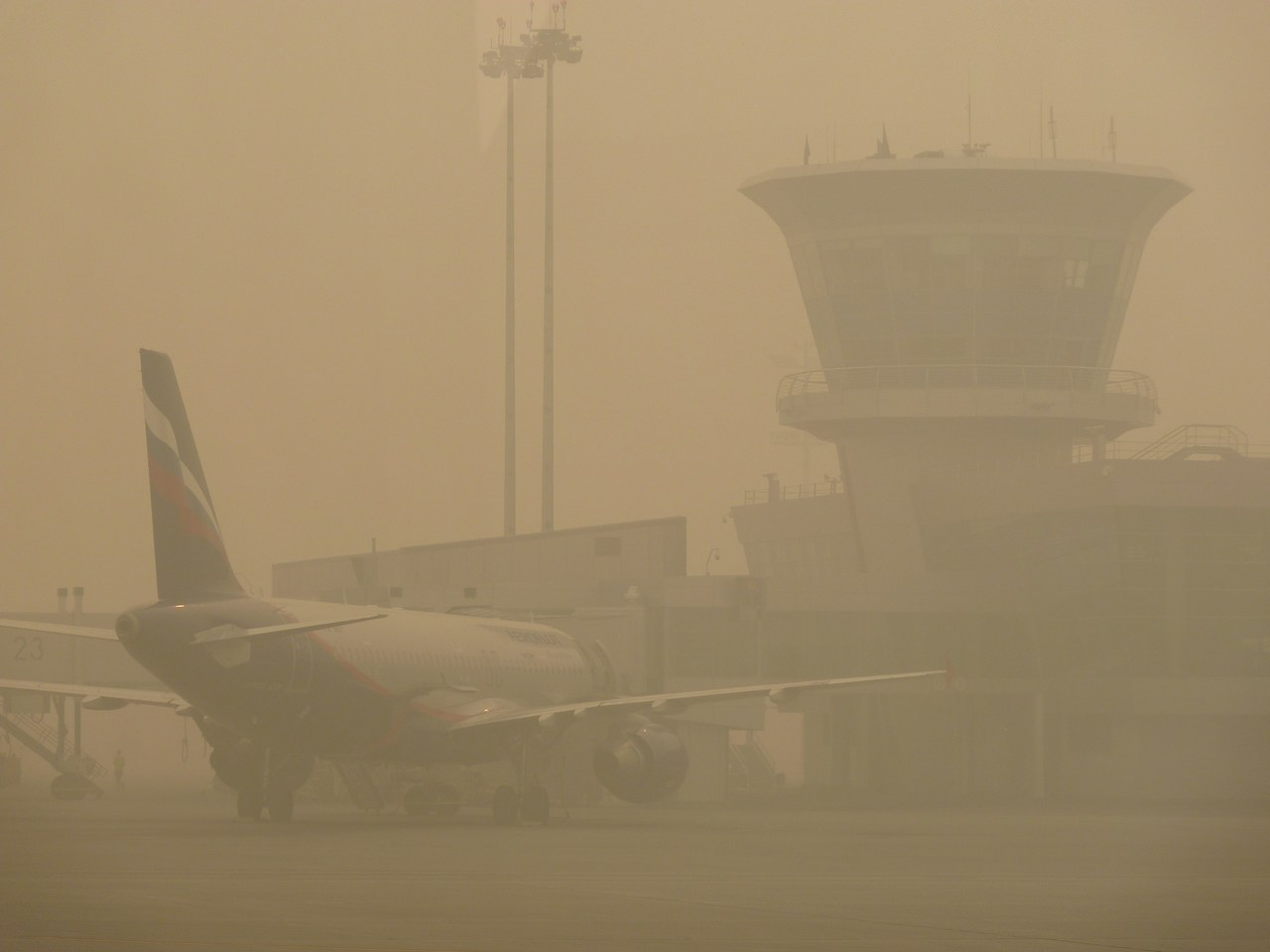
Задымленность аэропорта Шереметьево от торфяных пожаров 7 августа 2010 г.

- Самый масштабный проект системы предотвращения пожаров на основе средств, при использовании которых горение в защищаемом объёме исключается, Задымленность аэропорта Шереметьево от торфяных пожаров 7 августа 2010 г. а также изоляции горючей среды от источников зажигания, в России реализовывается с 2010 года (после торфяных пожаров летом 2010 года). Это программа обводнения пожароопасных торфяников Подмосковья[3]. Общая площадь торфяников на территории Московской области составляет 254,5 тыс. га, в том числе 76,7 тыс. га пожароопасные. С 2011 по 2013 годы будет выделено до 5 млрд рублей. Для сравнения: двустороннему регулированию водного режима (в зависимости от наличия засухи или обилия влаги пропускается нужное количество воды для избежания высыхания или затопления земель) в Голландии подвергается 80 % торфяных земель, а в Финляндии — 100 %[4].

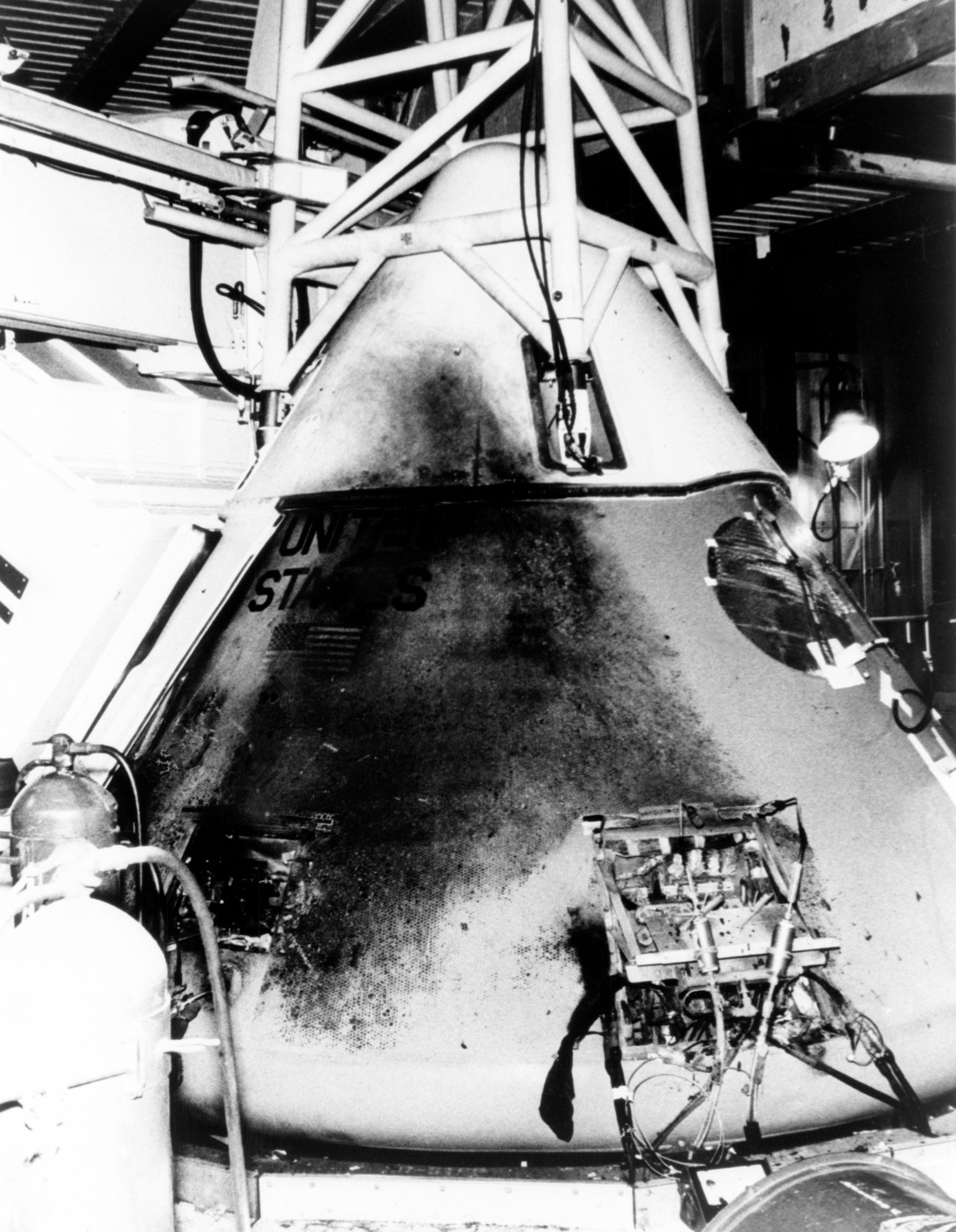
Командный модуль после пожара

- В 1989 году после выхода рекомендаций Министерства хлебопродуктов СССР[5] начала развиваться и внедряться система флегматизации для бункеров и силосов. В качестве флегматизатора применялся азот, итоговая концентрация кислорода в воздухе составляла 8 %. Кроме основного, противопожарного действия, флегматизации в данном случае выявила и ещё один положительный эффект: большинство вредителей гибло, так как для дыхания насекомых и грызунов необходим кислород в более высоких концентрациях.
- На заре космонавтики первые космические корабли проектировались с атмосферой, состоящей из 100 % кислорода, так как азот не так необходим для организма, как кислород. Уделив внимание этому факту, специалисты НАСА не озаботились в должном объёме пожарной безопасностью. Во время подготовки к первому пилотируемому полёту по программе «Аполлон» на борту корабля случился сильный пожар и три астронавта погибли. Пожар произошёл 27 января 1967 во время наземных испытаний на стартовом комплексе № 34 космического Центра им. Кеннеди. После этой трагедии атмосфера в космических кораблях проектируется стандартной, с высоким содержанием азота, чтобы уменьшить вероятность возгораний. Фактически, работает система активного предотвращения пожара.
- Лётчик первого отряда космонавтов Валентин Бондаренко сгорел в барокамере с кислородом при выполнении предполётных испытаний 23.03.1963.